# 1926 na política

## Eventos
- 1 de março — 11.ª eleição presidencial do Brasil.
- 27 de maio — Dissolução da República do Rife.
- 28 de maio — Em Portugal, um golpe de estado leva à queda da Primeira República e abre caminho à implantação do Estado Novo.
- 11 de setembro — A Espanha deixa a Sociedade das Nações.
- 15 de novembro — Tomada de posse de Washington Luís como 13.º Presidente Eleito do Brasil.

## Nascimentos
| Data           | Nome                                                | Profissão | Nacionalidade | Observações | Ref |
| -------------- | --------------------------------------------------- | --- | ------------- | ----------- | --- |
| 2 de fevereiro | Valéry Giscard d'Estaing                            | presidente da França de 1974 a 1981 | França        |             |     |
| 21 de abril    | Isabel II do Reino Unido (Elizabeth Alexandra Mary) | monarca e chefe de Estado do Reino Unido da Grã-Bretanha e Irlanda do Norte, bem como Rainha de Antígua e Barbuda, Austrália, Bahamas, Barbados, Belize, Canadá, Granada, Jamaica, Nova Zelândia, Papua-Nova Guiné, São Cristóvão e Névis, Santa Lúcia, São Vicente e Granadinas, Ilhas Salomão e Tuvalu | Reino Unido   |             |     |
| 10 de maio     | Hugo Banzer                                         | militar e presidente da Bolívia de 1971 a 1978 e de 1997 a 2001 | Bolívia       | m. 2002     |     |
| 15 de julho    | Leopoldo Galtieri                                   | general, ditador e presidente da Argentina de 1981 a 1982 | Argentina     | m. 2003     |     |
| 6 de agosto    | Moritz de Hesse                                     | chefe da casa real de Hesse | Alemanha      | (m. 2013)   |     |
| 13 de agosto   | Fidel Castro                                        | Ditador / Presidente do Conselho de Estado da República de Cuba de 1976 a 2008 | Cuba          | (m. 2016)   |     |
| 17 de agosto   | Jiang Zemin                                         | presidente da República Popular da China de 1993 a 2003 | China         |             |     |
| 25 de agosto   | Plínio Cabral                                       | jurista, escritor, jornalista, publicitário e político | Brasil        | m. 2011     |     |
| 16 de setembro | Plínio Barbosa Martins                              | advogado e político | Brasil        | m. 1998     |     |
| 8 de novembro  | Alfredo Oscar Saint-Jean                            | militar e presidente da Argentina em 1982 | Argentina     | m. 1987     |     |
| 27 de dezembro | Rodrigo Carazo Odio                                 | presidente da Costa Rica de 1978 a 1982 | Costa Rica    | m. 2009     |     |

## Mortes
| Data           | Nome                         | Profissão                                                                                          | Nacionalidade | Observações | Ref |
| -------------- | ---------------------------- | -------------------------------------------------------------------------------------------------- | ------------- | ----------- | --- |
| 2 de janeiro   | Francisco dos Santos Pacheco | político governador de Alagoas                                                                     | Brasil        | n. 1850     |     |
| 28 de junho    | José Augusto Alves Roçadas   | governador de Governador de Macau e de Huíla                                                       | Portugal      | n. 1865     |     |
| 8 de julho     | Sudre Dartiguenave           | presidente do Haiti de 1915 a 1922                                                                 | Haiti         | n. 1862     |     |
| 8 de agosto    | Múcio Teixeira               | escritor, jornalista, diplomata e poeta                                                            | Brasil        | n. 1857     |     |
| 15 de dezembro | Adriano Gomes Pimenta        | jornalista e político                                                                              | Portugal      | n. ?        |     |
| 31 de julho    | Jokūbas Šernas               | advogado, jornalista, professor, banqueiro e signatário da Declaração de Independência da Lituânia | Império Russo | n. 1888     |     |